# Marlon Fossey
Marlon Joseph Fossey (Los Angeles, 9 september 1998) is een Amerikaans voetballer die sinds 2022 uitkomt voor Standard Luik.

## Clubcarrière
Fossey werd geboren in Los Angeles, maar verhuisde op vierjarige leeftijd naar Jersey. Hij sloot zich op elfjarige leeftijd aan bij de jeugdopleiding van Fulham FC, dat hem ontdekte tijdens een jeugdtoernooi op Jersey.
In augustus 2020 werd Fossey voor een seizoen uitgeleend aan derdeklasser Shrewsbury Town. In december 2020 werd het huurcontract van Fossey, die negen officiële wedstrijden speelde voor Shrewsbury maar in november uitviel met een knieblessure, vroegtijdig verbroken. In januari 2022 werd Fossey, die inmiddels zijn contract bij Fulham had verlengd tot 2023, voor de rest van het seizoen uitgeleend aan derdeklasser Bolton Wanderers. Hij debuteerde op 4 januari 2022 in de EFL Trophy-wedstrijd tegen Hartlepool United (1-0-verlies) en speelde daarna nog vijftien competitiewedstrijden in de League One.
Op 23 augustus 2022 maakte Fossey zijn officiële debuut in het eerste elftal van Fulham: in de League Cup-wedstrijd tegen Crawley Town (2-0-verlies) speelde hij de hele wedstrijd. Niet veel later trok hij de deur definitief achter zich dicht bij Fulham: in september 2022 ondertekende Fossey immers een driejarig contract bij Standard Luik.